# Депозитарий продуктов питания Большого Чикаго
Депозитарий продуктов питания Большого Чикаго (ДППБЧ; англ. Greater Chicago Food Depository, GCFD) — некоммерческая организация, которая борется с голодом в округе Кук, штат Иллинойс, США.
ДППБЧ распределяет пожертвованные и купленные продукты через сеть из 700 продовольственных кладовых, бесплатных столовых, приютов и общественных программ, ежегодно обслуживая более 800 000 взрослых и детей.
В 2016 финансовом году ДППБЧ распределил более 70 миллионов фунтов продуктов длительного хранения, продуктов, молочных продуктов и мяса, что эквивалентно более чем 160 000 приёмов пищи каждый день. Из 96 883 955 долларов, потраченных в 2016 году, более 90 % пошли на программы прямого распределения продуктов питания.
ДППБЧ является учредителем Feeding America, национальной сети пищевых банков.

## История

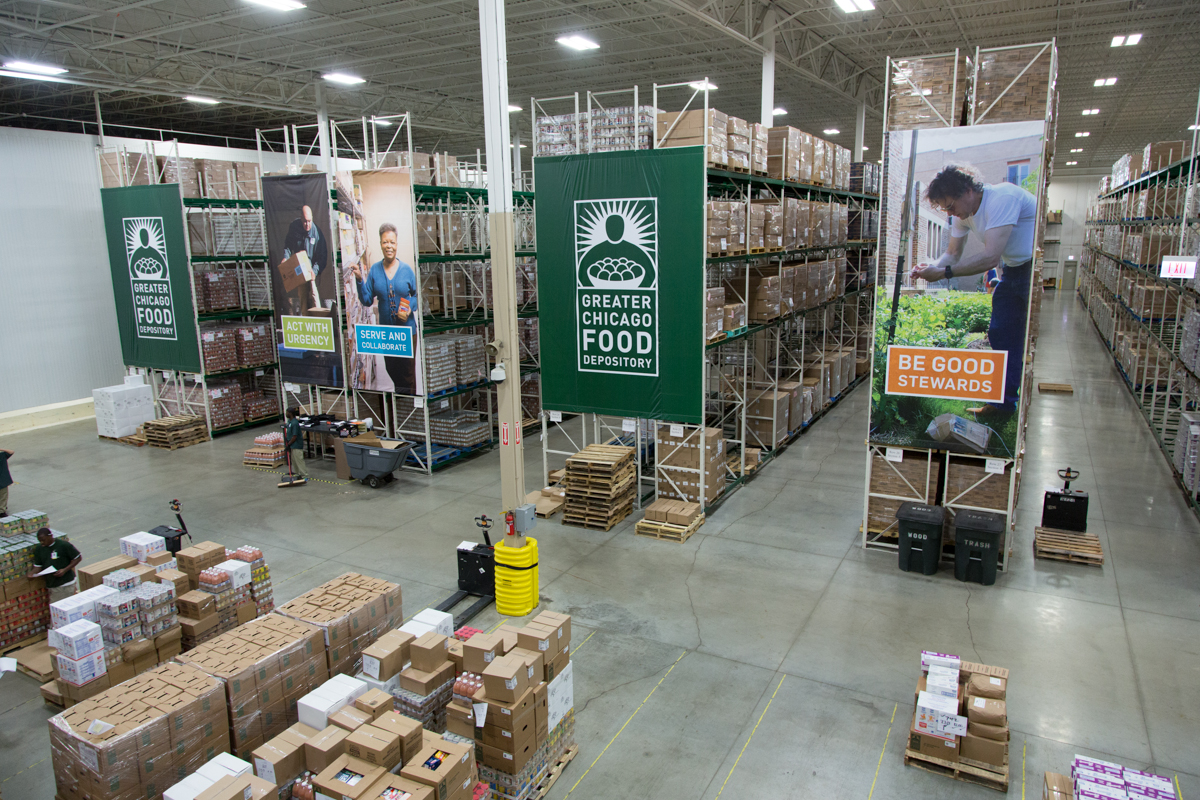
Один из складов Депозитария продуктов питания Большого Чикаго, расположенный по адресу 4100 Уэст-Энн-Лури в Чикаго

Депозитарий продуктов питания Большого Чикаго был основан в 1979 году Томом О’Коннеллом (англ. Tom O’Connell), Робертом Струбе (англ. Robert W. Strube Sr.), преподобным Филипом Марквардом (англ. Rev. Philip Marquard), Гертрудой Снодграсс (англ. Gertrude Snodgrass), Энн Коннорс (англ. Ann Connors) и Эдом Саншайном (англ. Ed Sunshine). После роста бедности в районе Чикаго шесть человек решили создать пищевой банк. Они последовали примеру Джона ван Хенгеля, который открыл первый в стране пищевой банк в Фениксе, штат Аризона. Однако из-за закона штата Иллинойс, который запрещал использование слова «банк» в названии небанковских организаций, было выбрано название «депозитарий».

## Структура организации
Депозитарий продуктов питания Большого Чикаго возглавляет группа руководителей, совет директоров и ассоциированный совет. Группа руководителей состоит из генерального директора / исполнительного директора, директора по маркетингу, вице-президента по операциям, финансового директора, директора по персоналу, вице-президента по взаимодействию с общественностью и вице-президента по развитию. Совет директоров состоит из лидеров местного бизнеса в различных отраслях. Ассоциативный совет, созданный в 2014 году, возглавляют два сопредседателя. Совет состоит из более чем 100 профессионалов-добровольцев, заинтересованных в содействии осуществлению миссии организации. По состоянию на ноябрь 2017 года в ДППБЧ работает 138 сотрудников, а также 23 594 волонтёра. Административные расходы составляют 5 680 478 долларов в год, что составляет около 5 % от общих расходов.

## Образование и обучение

### Общественные кухни Чикаго
Общественные кухни Чикаго, основанные в 1998 году, представляют собой бесплатную 14-недельную программу по обучению в области кулинарии для людей с проблемами в трудоустройстве как, например, записи об арестах или отсутствие опыта работы. Программа ДППБЧ готовит студентов к карьере в сфере общественного питания, предоставляя базовые знания и навыки в приготовлении пищи. Студенты учатся первые 12 недель обучения теории и две недели работают в качестве стажёров-практикантов на профессиональной кухне. В рамках программы до 90 % учащихся успешно трудоустраиваются. ДППБЧ также помогает учащимся программы с транспортом во время их участия в программе.

## Партнёрские отношения
ДППБЧ частично поддерживается за счёт различных корпоративных спонсоров. В частности, многие поставщики продуктов питания из Большого Чикаго делают прямые пожертвования в ДППБЧ. Компании, которые сделали пожертвование или пожертвовали ДППБЧ, включают Starbucks, Buddig & Company, Tyson Foods, Jewel-Osco, Smithfield Foods и Gotham Greens. Кроме того, ДППБЧ сотрудничает с округом Кук, чтобы найти способы обуздать отсутствие продовольственной безопасности, предоставив фрукты и овощи более чем 760 000 пострадавших жителей.